# Никодим (Белокуров)
Епи́скоп Никоди́м (в миру Никола́й Петро́вич Белоку́ров; 1826, Московская губерния — 14 (26) октября 1877, Звенигород) — епископ Русской православной церкви, епископ Дмитровский, викарий Московской епархии.

## Биография
Родился в 1826 году в Московской губернии в семье духовного сословия.
Первоначально обучался в Вифанской духовной семинарии (1848).
Затем окончил Московскую духовную академию и 21 октября 1852 года назначен учителем Вологодской духовной семинарии.
18 января 1853 года пострижен в монашество; 2 февраля рукоположен во иеродиакона, а 3 февраля — во иеромонаха.
18 ноября назначен инспектором Вифанской духовной семинарии.
12 августа 1855 года получил звание магистра.
13 апреля 1858 года возведен в сан архимандрита.
16 декабря того же года назначен инспектором Московской духовной семинарии.
30 декабря 1861 года переведен ректором Вифанской духовной семинарии.
21 марта 1866 года определён настоятелем Московского Златоустова монастыря и в том же году 12 августа назначен ректором Московской духовной семинарии.
С 10 марта 1867 года — настоятель Московского Богоявленского монастыря.
В 1871 году был избран председателем отдела по изданию журнала «Чтения в Обществе любителей духовного просвещения». Много потрудился святитель для этого общества то в качестве действительного члена, то в должности временного председателя своими научными и археологическими трудами, которые он помещал в изданиях Общества, и Общество ценило его труды, избрав его почетным своим членом. Уже больной, в последний год своей жизни он поместил в издании Общества два своих исторических труда.
18 мая 1873 года определён наместником Александро-Невской лавры.
6 апреля 1875 года хиротонисан во епископа Старорусского, викария Новгородской епархии.
С 17 июня 1876 года — епископ Дмитровский, викарий Московской епархии.
В августе 1876 года занял место помощника председателя совета Православного миссионерского общества. До кончины успел присутствовать только на трёх заседаниях совета.
Почувствовал сильное ослабление здоровья и в июне 1877 года переселился в звенигородский Саввино-Сторожевский монастырь.
Скончался 14 октября 1877 года. Погребен в обители преподобного Саввы Звенигородского, в галерее собора, налево от входа.

## Семья
Родители:
Екатерина Ивановна (1807) и Петр Александрович (1808) Белокуровы — пономарь Предтеченской церкви погоста Ивановского на Ламе.
Брат:
Михаил Петрович (1836) — выпускник Московской духовной семинарии, его жена Мария Николаевна Былова, у них дети: Петр (1863), Алексей (1865), Мария (1870), Пелагея (1871), Михаил (1873), Сергей (1877), Анна (1879).

## Сочинения
- «Благовещение» (Душеполезное Чтение 1861 г., т. I)
- «Сретение Господне» (Ibid.)
- «Сведения о жизни и трудах св. евангелистов. Евангелисты: Матфей, Марк и Лука» (Душеполезное Чтение. 1860 г., т. І—II)
- «Чудесные знамения, последовавшие за смертью Господа нашего Иисуса Христа» (Душеполезное Чтение. 1862 г., т. I)
- «Описание московского Богоявленского монастыря» Архивная копия от 23 октября 2020 на Wayback Machine (Чт. в моск. общ. ист. и др., 1876 г. книга 4).